# Declan Hughes
 (septembre 2012).
Si vous disposez d'ouvrages ou d'articles de référence ou si vous connaissez des sites web de qualité traitant du thème abordé ici, merci de compléter l'article en donnant les références utiles à sa vérifiabilité et en les liant à la section « Notes et références ».
Pour les articles homonymes, voir Hughes.
Declan Hughes, né à Dublin en 1963, est un romancier, dramaturge, metteur en scène et scénariste irlandais, auteur de roman policier.

## Biographie
Il est d'abord connu dans son pays comme metteur en scène de théâtre. En 1990, il a remporté le Stewart Parker New Playwright Award. Il a également remporté le Time Out Theatre Award.
Il écrit des pièces pour la Rough Magic Theatre Company pendant plus de vingt ans, une compagnie théâtrale qu'il a cofondée en 1984, et dont il est le directeur artistique jusqu'en 1992.
Il a également écrit des scénarios pour la télévision, dont Career Opportunities et Joe My Friend et pour le cinéma, notamment du film The Flying Scotsman (2006).
Ses romans policiers sont axés sur les enquêtes du détective américain d'origine irlandaise, Ed Loy. Ce dernier est un personnage inspiré par Sam Spade, le héros du Faucon de Malte.

## Œuvres

### Romans

#### SérieEd Loy
- City of Lost Girls, 2010  (ISBN 978-0-06-168990-1)
- All the Dead Voices, 2009  (ISBN 978-0-06-168988-8)
- Dying Breed (paru aux États-Unis sous le titre The Price of Blood), 2008  (ISBN 978-0-06-082551-5)
- The Colour of Blood, 2007  (ISBN 978-0-06-082549-2)
- The Wrong Kind of Blood, 2006  (ISBN 9780060825461) - Prix du polar européen 2011 Publié en français sous le titre Coup de sang, traduit par Aurélie Tronchet, Paris, Gallimard, Série noire, 2010  (ISBN 978-2-07-078413-4)

#### Autre roman
- All the Things You Are (2014)

### Pièces de théâtre
- I Can't Get Started, 1990
- Digging for Fire, 1991
- New Morning, 1992
- Hallowe'en Night, 1992
- Love and a Bottle, 1992
- Twenty Grand, 1998
- Shiver, 2003  (ISBN 978-0-413-77361-6)

## Prix et nominations

### Prix
- Prix Shamus 2007 du meilleur premier roman pour The Wrong Kind of Blood[1]
- Prix du polar européen 2011 pour Coup de Sang[2]

### Nominations
- New Blood Dagger Award 2007 pour The Wrong Kind of Blood[3]
- Prix Shamus 2008 du meilleur roman pour The Color of Blood[1]
- Prix Edgar-Allan-Poe 2009 du meilleur roman pour The Dying Breed
- Prix Macavity 2009 du meilleur roman pour The Dying Breed[4]
- Prix Shamus 2009 du meilleur roman pour The Dying Breed[1]